# Alpinia warburgii
Alpinia warburgii är en enhjärtbladig växtart som beskrevs av Karl Moritz Schumann. Alpinia warburgii ingår i släktet Alpinia och familjen Zingiberaceae. Inga underarter finns listade i Catalogue of Life.